# 勒佩尔蒂斯
勒佩尔蒂斯（法語：Le Perthus，發音：[lə pɛʁtys] ⓘ，發音：[əl pəɾˈtus]）是法国东比利牛斯省的一个市镇，属于塞雷区。

## 地名
该地名“Le Perthus”发音为[lə pɛʁtys]，末尾字母“s”发音，《世界地名翻译大辞典》与《世界地名译名词典》将其误译作“勒佩尔蒂”。

## 地理
勒佩尔蒂斯（42°27'51"N, 2°51'46"E）面积4.27 平方千米，位于法国奧克西塔尼大區东比利牛斯省，该省份为法国大陆部分最南部的省份，涵盖了北加泰罗尼亚，北起奥德省，西接阿列日省和安道尔，南与西班牙接壤，东临地中海。
与勒佩尔蒂斯接壤的市镇（或旧市镇、城区）包括：拉洪克拉、拉尔贝尔、莫雷亚斯-拉西亚斯、莱克吕斯。
勒佩尔蒂斯的时区为UTC+01:00、UTC+02:00（夏令时）。

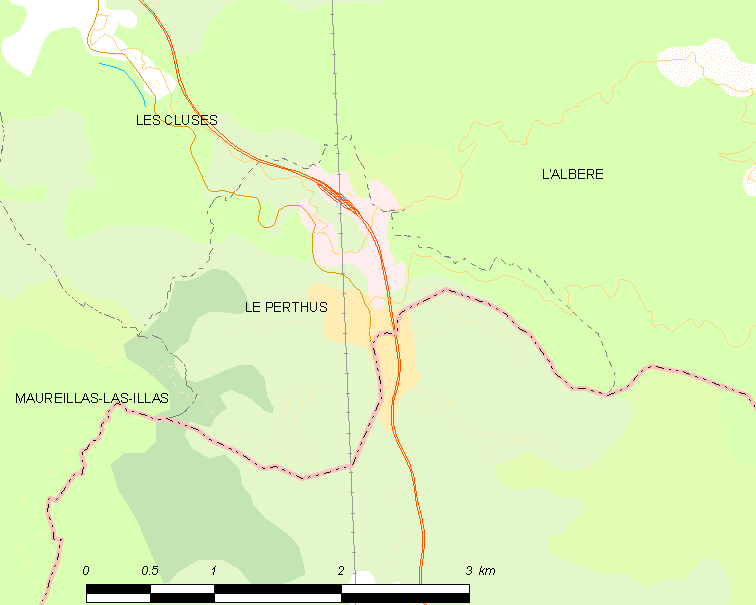
勒佩尔蒂斯的OSM定位图

## 行政
勒佩尔蒂斯的邮政编码为66480，INSEE市镇编码为66137。

## 政治
勒佩尔蒂斯所属的省级选区为瓦莱斯皮尔-阿尔贝拉县。

## 人口

1962-2008年间勒佩尔蒂斯人口变化图示

勒佩尔蒂斯于2022年1月1日时的人口数量为565人。